# Aérodrome de Lashkar Gah
Pour les articles homonymes, voir Lashkar Gah (homonymie) et BST.
L'aérodrome de Lashkar Gah, dont le nom alternatif est Bost (code IATA : BST • code OACI : OABT) est situé sur la rive est de la rivière Helmand en Afghanistan, à 8 kilomètres au nord de la jonction entre les rivières Helmand et Arghandab.

## Situation
La piste de l'aérodrome est tracée directement sur le sol ondulé du désert. Le drainage est qualifié de probablement correct. L'aérodrome ne dispose d'aucune infrastructure, même s'il est possible de se ravitailler en carburant. Tous les commandants de bord désirant de rendre à ou venant de Lashkar Gah doivent au préalable en faire la demande par Prior Permission Request (PPR). L'aérodrome de Lashkar Gah est relié à la ville de Lashkar Gah par une route de 2,40 m de largeur.
| \| 150 km1:10 281 000 \| Bagram Kaboul Kandahar Hérat Jalalabad Kunduz Mazar-e-Charif Bâmiyân Lashkar · Gah Shindand Chaghcharan Darwaz Faïzâbâd Farah Khôst Khwahan Razer Maïmana Qala i Naw Sheberghan Sheghnan Taloqan Tarin Kôt Zarandj Ghāzīābād Panjab |
| 150 km1:10 281 000 |

## Histoire
La structure même de l'aéroport, vue du ciel (voir par exemple Google Earth), laisse clairement à penser qu'il s'agit d'un ancien aérodrome militaire. Des aires de dispersion pour avions ou hélicoptère de combat sont encore bien visibles à l'est de la piste. 

## Compagnies aériennes et destinations
- Néant